# Damiano David
Damiano David (n. 8 ianuarie 1999, Roma, Italia) este un cântăreț și compozitor italian. Face parte din trupa rock Måneskin, care a câștigat Festivalul de la Sanremo în 2021, respectiv Concursul Muzical Eurovision 2021, reprezentând Italia cu single-ul „Zitti e buoni”.